# Mandevilla exilicaulis
Mandevilla exilicaulis är en oleanderväxtart som först beskrevs av Sesse och Moc., och fick sitt nu gällande namn av J.K.Williams. Mandevilla exilicaulis ingår i släktet Mandevilla och familjen oleanderväxter. Inga underarter finns listade i Catalogue of Life.